# Patricio Acevedo
Patricio Iván Acevedo Muena (Santiago, Chile, 4 de abril de 1978) es un exfutbolista y actor chileno nacionalizado palestino. Jugaba de mediocampista. En la actualidad se encuentra radicado en Indonesia, en donde ha actuado en algunas telenovelas locales. En 2006 jugó dos partidos por la selección de Palestina.

## Clubes
| Club                 | País      | Año       |
| -------------------- | --------- | --------- |
| Universidad de Chile | Chile     | 1996-2001 |
| → Rangers (cedido)   | Chile     | 1998      |
| → Everton (cedido)   | Chile     | 1999      |
| PSMS Medan           | Indonesia | 2002-2004 |
| Deportes Antofagasta | Chile     | 2005      |
| Kelantan FA          | Malasia   | 2006-2007 |
| Semen Padang FC      | Indonesia | 2007-2008 |